# Stadsherberg Buyten
Stadsherberg Buyten was een zeventiende-eeuwse herberg aan het Zuideinde buiten de Kethelpoort in Delft. Het was gebouwd in 1648 en speelde tot ongeveer 1850 een belangrijke rol bij de trekvaart over de Schie tussen Delft en Rotterdam. Hierna functioneerde het meer als een koffiehuis. Het pand brandde in 1879 grotendeels af, maar werd herbouwd. Rond 1985 werden de herberg en bebouwing in de directe omgeving gesloopt voor de bouw van woonwijk Delftzicht.
De herberg is bekend als het pand waar Johannes Vermeer in de jaren 1660 op de bovenverdieping de schilderij Gezicht op Delft maakte. Mogelijk gebruikte hij bij het schilderen een camera obscura. Het doek biedt uitzicht op de Schiedamse Poort en de Rotterdamse Poort, die zich weerspiegelen in het water van de Stadskolk.

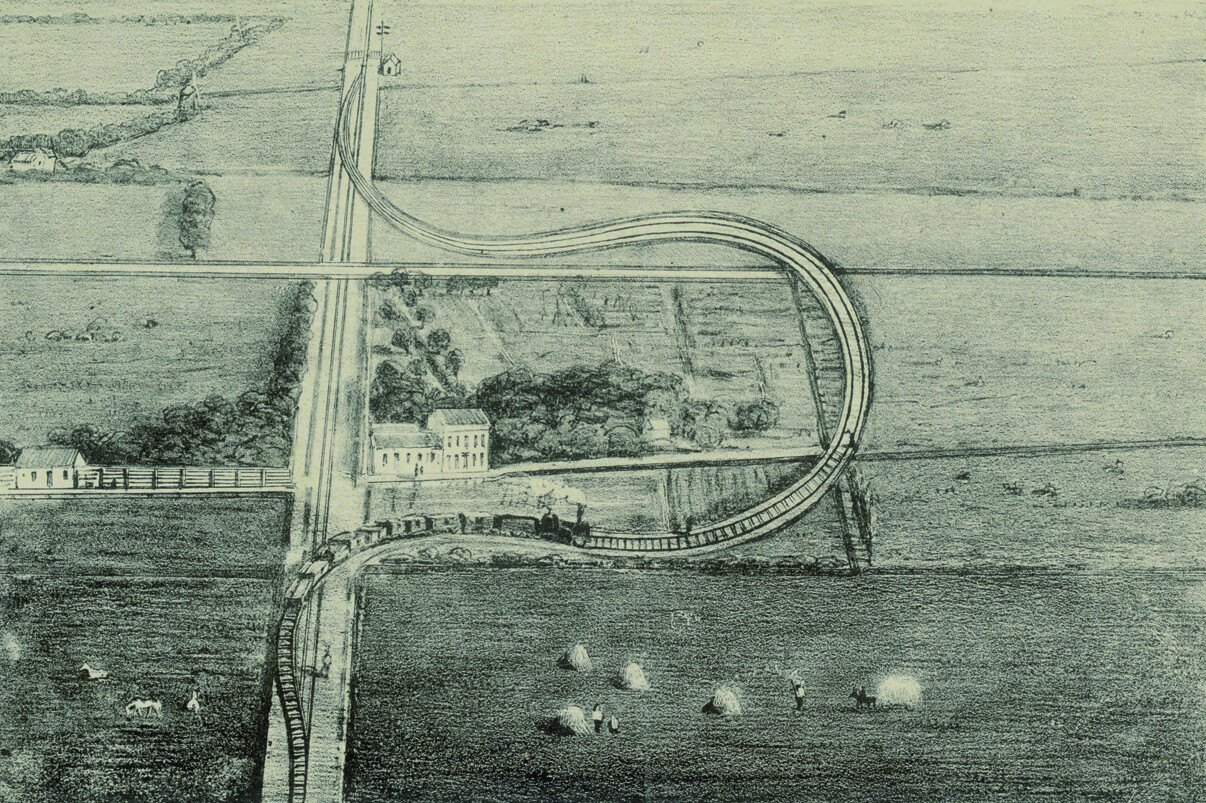
Het kromme lijntje loopt om het Laantje van Van der Gaag heen.

In 1847 maakte het pand deel uit van het 'Laantje van Van der Gaag'. Dit omstreden terrein was het obstakel waarom bij de bouw van spoorlijn Den Haag-Rotterdam de 'Cromme Lijn' aangelegd werd, een traject dat minder dan een week gefunctioneerd heeft.